# Romeinse tempel van Vic

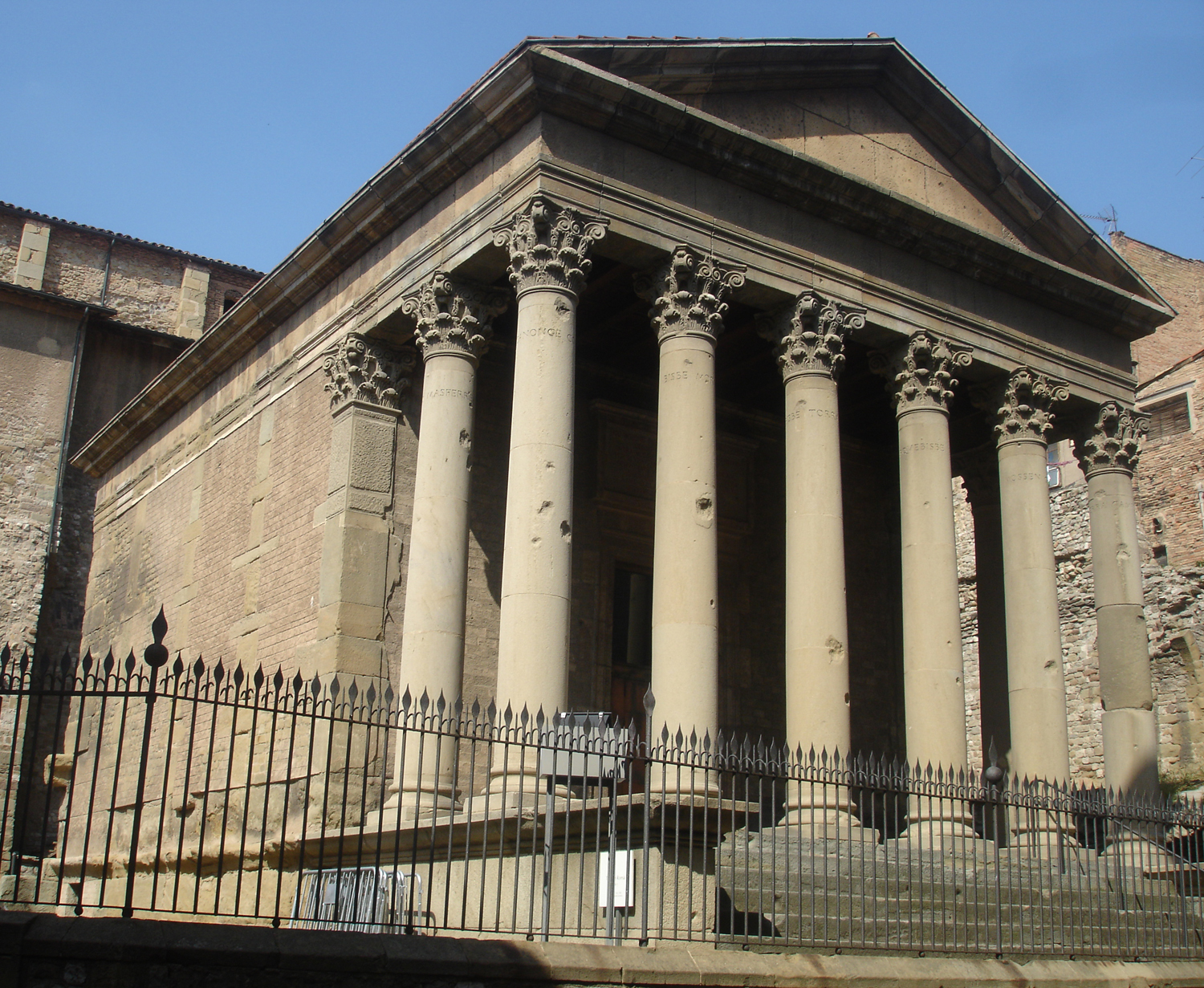
De Romeinse tempel van Vic

De Romeinse tempel van Vic werd in de 2e eeuw gebouwd in de Spaanse stad Vic, die in de oudheid Ausa heette.
In de middeleeuwen werd de tempel ingebouwd in de muren van een nieuw kasteel. De tempel stond toen naast een patio. De tempel raakte volledig vergeten, tot in 1882 het kasteel weer werd afgebroken en de tempel verrassenderwijs weer werd ontdekt. Het gebouw verkeerde nog in goede staat en na een reconstructie van de pronaos is het tegenwoordig een van de belangrijkste monumenten van de stad. 
De prostyl tempel heeft een hexastyl porticus (zes zuilen aan de voorzijde). De voeten van de gladde zuilen zijn Ioniosch, maar de kapitelen zijn in de Korinthische orde. De tempel staat op een verhoogd podium dat aan de voorzijde via een trap is te bereiken. Het is onbekend aan welke god de tempel was gewijd. 